# Allocosa lombokensis
Allocosa lombokensis là một loài nhện trong họ wolfspinnen (Lycosidae).
Loài này thuộc chi Allocosa. Allocosa lombokensis được Embrik Strand miêu tả năm 1913.